# Grijskopduif
De grijskopduif (Leptotila plumbeiceps) is een vogel uit de familie Columbidae (duiven).

## Verspreiding en leefgebied
Deze soort komt voor van oostelijk Mexico tot westelijk Colombia en telt 2 ondersoorten:
- Leptotila plumbeiceps plumbeiceps: van zuidoostelijk Mexico tot westelijk Costa Rica en westelijk Colombia.
- Leptotila plumbeiceps notia: westelijk Panama.